# Касти-Лабранд
Касти́-Лабра́нд (фр. Casties-Labrande, окс. Castia de la Branda) — коммуна во Франции, находится в регионе Юг — Пиренеи. Департамент — Верхняя Гаронна. Входит в состав кантона Ле-Фусре. Округ коммуны — Мюре.
Код INSEE коммуны — 31122.

## География

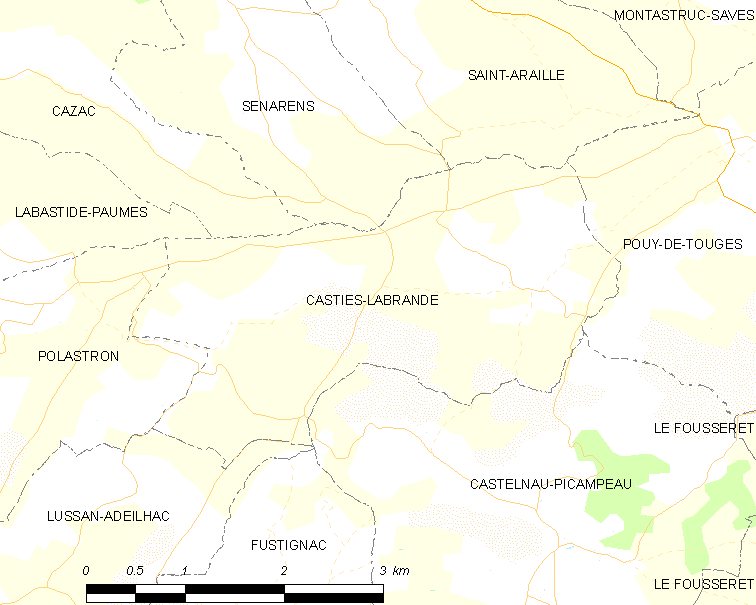
Карта коммуны

Коммуна расположена приблизительно в 630 км к югу от Парижа, в 50 км к юго-западу от Тулузы.
На севере коммуны протекает река Туш.

## Климат
Климат умеренно-океанический. Зима мягкая и снежная, весна характеризуется сильными дождями и грозами, лето сухое и жаркое, осень солнечная. Преобладают сильные юго-восточные и северо-западные ветры.

## Население
Население коммуны на 2010 год составляло 108 человек.
| 1962 | 1968 | 1975 | 1982 | 1990 | 1999 | 2010 |
| ---- | ---- | ---- | ---- | ---- | ---- | ---- |
| 116  | 114  | 103  | 92   | 86   | 97   | 108  |

## Экономика
В 2010 году среди 67 человек трудоспособного возраста (15—64 лет) 51 были экономически активными, 16 — неактивными (показатель активности — 76,1 %, в 1999 году было 80,6 %). Из 51 активных жителей работали 47 человек (24 мужчины и 23 женщины), безработных было 4 (2 мужчин и 2 женщины). Среди 16 неактивных 6 человек были учениками или студентами, 7 — пенсионерами, 3 были неактивными по другим причинам.